# سافت‌وین
سافت‌وین (به انگلیسی: SOFTWIN) یک شرکت تولیدکنندهٔ نرم‌افزار است، که در سال ۱۹۹۰ تأسیس شد. دفتر اصلی این شرکت در شهر بخارست، رومانی است و دفترهایی در بارسلونا، اسپانیا، تتنانگ، آلمان، لندن، بریتانیا و کپنهاگ، دانمارک نیز دارد.
سافت وین شرکت سهامی خاص بوده و تولیدکننده ضد ویروس بیت‌دیفندر می‌باشد.